# Bendž
Bendž je opojna tekućina koja se tvori od usitnjenih lišća indijske konoplje, vode (ili mlijeka), šećera i raznih drugih začina (cimeta, muškatnog oraščića, vanile..). Ovaj napitak je bio čest u krajevima pod turskom vladavinom. 